# بیاگی کامیسوکو
بیاگی کامیسوکو (انگلیسی: Biagui Kamissoko؛ زادهٔ ۹ فوریهٔ ۱۹۸۳) بازیکن فوتبال اهل فرانسه است.
از باشگاه‌هایی که در آن بازی کرده‌است می‌توان به باشگاه فوتبال استاد رنس اشاره کرد.